# Kajam
Kajam o Cujam (ω Herculis / ω Her / 24 Herculis / HD 148112) es una estrella de magnitud aparente +4,57 en la constelación de Hércules. Su nombre proviene del latín Caiam, acusativo de Caia, término usado por Horacio para designar al garrote de Hércules, señalado por esta estrella.
Situada a 235 años luz de distancia del sistema solar, Kajam es una estrella blanco-azulada de tipo espectral B9p cuya temperatura superficial es de 9333 K. Con una luminosidad 74 veces mayor que la del Sol, su masa es de 2,6 masas solares y gira sobre sí misma con una velocidad de rotación proyectada de 44 km/s.
Tiene una edad estimada de 425 millones de años y en aproximadamente 80 millones de años comenzará a evolucionar hacia una estrella gigante, abandonando la secuencia principal.
Kajam es una estrella peculiar, es decir, tiene un contenido metálico anómalo al menos en sus capas superficiales. Alioth (ε Ursae Majoris) es la representante más conocida de esta clase.
Como muchas de estas estrellas, Kajam es una variable Alfa2 Canum Venaticorum, con una fluctuación en su brillo de 0,08 magnitudes a lo largo de un período de 2,951 días.